# Гойкевальде
Гойкевальде (нім. Heukewalde) — громада в Німеччині, розташована в землі Тюрингія. Входить до складу району Альтенбургер-Ланд. Складова частина об'єднання громад Оберес-Шпроттенталь.
Площа — 5,89 км2. Населення становить 196 ос. (станом на 31 грудня 2021).

## Історія
Перша письмова згадка про Гойкевальде датується 9 грудня 1152 року. З 1826 по 1920 рік громада належала до Саксен-Альтенбургу.